# Stephanie Grant
Stephanie Grant (ur. 21 marca 1987) – australijska judoczka. Olimpijka z Pekinu 2008, gdzie zajęła szesnaste miejsce w wadze półciężkiej.
Uczestniczka mistrzostw świata w 2010. Startowała w Pucharze Świata w 2007, 2009, 2010 i 2013. Zdobyła trzy medale mistrzostw Oceanii w latach 2008 - 2011. Mistrzyni Australii w 2005, 2006, 2009 i 2013 roku.

## Letnie Igrzyska Olimpijskie 2008
| Konkurencja | Eliminacje                | Klas. końcowa |
| Konkurencja | Przeciwnik I              | Miejsce       |
| ----------- | ------------------------- | ------------- |
| 78 kg       | Marylise Lévesque (CAN) P | 16.           |